# Lyin' Eyes
Lyin' Eyes è un singolo del gruppo musicale statunitense Eagles, secondo brano estratto dall'album One of These Nights.
Pubblicato nel 1975, vinse il Grammy Award for Best Pop Performance by a Duo or Group with Vocals 1976.

## Tracce
1. Lyin' Eyes – 3:58 (Henley, Frey)
2. Too Many Hands – 4:40 (Felder, Meisner)

## Formazione
- Glenn Frey - voce, chitarra acustica
- Bernie Leadon - chitarra elettrica, cori
- Randy Meisner - basso, cori
- Don Henley - batteria, percussioni, cori
- Don Felder - chitarra elettrica

## Classifiche
| Classifica                       | Posizione migliore |
| -------------------------------- | ------------------ |
| Canada                           | 19                 |
| Canada (adult contemporary)      | 4                  |
| Canada (country)                 | 20                 |
| Nuova Zelanda                    | 7                  |
| Paesi Bassi                      | 23                 |
| Regno Unito                      | 23                 |
| Stati Uniti                      | 2                  |
| Stati Uniti (adult contemporary) | 3                  |
| Stati Uniti (country)            | 8                  |